# 아일랜드 호퍼
아일랜드 호퍼는 하와이 호놀룰루와 괌 사이의 마이크로 네시아와 마샬 군도의 여러 작은 섬을 경유하는 항공 노선이다. 현재 유나이티드가 운영하는 이 노선은 콘티넨털 미크로네시아가 처음 시작하였으며, 노선을 방문하는 많은 섬들에 대한 유일한 항공 서비스이다.

## 노선 정보
이 노선은 1968년에 시작되었다. 이 노선은 보잉 727에 의해 비행되었으며 현재 경로보다 하나 더 많은 7개의 공항을 경유하였다. 2008년에 이 노선은 콘티넨털 미크로네시아 사업의 30% 비중을 차지했다.
괌에서 호놀룰루까지는 유나이티드 항공 155편으로, 호놀룰루에서 괌 노선은 154편으로 주 3회 운항한다. Boeing 737-800에는 정비공 및 여분의 예비 부품 세트가 구비되어 있다. 또 다른 특징으로는 각 비행마다 네 명의 조종사가 근무한다. 한 쌍의 조종사가 호놀룰루와 마주로까지 운항을, 다른 한 쌍은 나머지 구간을 운항한다. 승무원은 또한 FAA로부터 승무원 근무 시간 면제를 받는다. 섬들의 활주로가 대부분 짧기 때문에 소방차가 활주로 옆에 배치되어 각 착륙 후 브레이크와 타이어를 식힐 준비를 하고 있다. medevac의 경우 들것을 수용하기 위해 이코노미 클래스의 앞줄을 축소 할 수 있다.
동에서 서로 경유하는 공항은 다음과 같다.
| IATA 코드 | ICAO 코드 | 공항 이름                      | 위치                          |
| --------- | --------- | ------------------------------ | ----------------------------- |
| HNL       | PHNL      | 다니엘 케이 이노우에 국제 공항 | 호놀룰루, 하와이, 미국        |
| MAJ       | PKMJ      | 마샬 제도 국제 공항            | 마주 제도 마주로 아톨         |
| KWA       | PKWA      | 부 콜츠 육군 비행장            | 콰잘레인 환초, 마샬 군도      |
| KSA       | PTSA      | 코스 라에 국제 공항 (주 2회)   | 코스 라에, 미크로네시아       |
| PNI       | PTPN      | 폰 페이 국제 공항              | 폰 페이, 미크로네시아 연방    |
| TKK       | PTKK      | 추크 국제 공항                 | 웨노, 추크, 미크로네시아 연방 |
| GUM       | PGUM      | 안토니오 B. 원팻 국제 공항     | 괌, 미국                      |

콰잘레인 환초는 군사 기지이므로 민간인 승객은 비행기에서 내리거나 사진을 찍을 수 없다.
계류 시간을 포함하여 호놀룰루에서 괌까지의 총 소요 시간은 16시간이다. 호놀룰루에서 마주로까지 비행하는데 4.5시간이 걸리고, 마주로에서 콰잘 레인까지 45분의 비행이 뒤따른다. 콰잘레인에서 코스 라에까지 1시간이 소요된다. 코스 라에에서 폰 페이까지 한 시간이 걸린다. 폰 페이에서 추크까지 비행하는데 70분이 걸린다. 추크에서 괌까지의 마지막 구간은 90분이 걸린다.